# Metildigossina
La metildigossina è un farmaco appartenente alla classe dei glicosidi digitalici, impiegata nel trattamento dell'insufficienza cardiaca. Viene utilizzato per il suo effetto inotropo positivo, in quanto promuove la contrazione delle fibre miocardiche sia negli atri che nei ventricoli. La sua azione cardiotonica è del tutto simile a quella della digossina, ma a differenza di quest'ultima presenta un inizio d'azione più rapido e prolungato nel tempo. Una delle preparazioni farmaceutiche contenenti la metildigossina disponibili in commercio è il Lanitop.

## Proprietà chimico fisiche
La metildigossina si presenta in forma di polvere di colore bianco o giallo chiaro. Per quanto riguarda la solubilità si rivela insolubile in etere, poco solubile in acqua, alcool (metanolo) e acetone, mentre è molto solubile in dimetilformamide, piridina e acido acetico glaciale.

## Analisi quali-quantitativa

### Analisi qualitativa
il riconoscimento della metildigossina, sono previsti diversi saggi, sia di natura chimica che strumentale:
- si depositano all'interno di una provetta 2 mg di polvere, sciolti in 2 ml di acido acetico glaciale. Dopo l'aggiunta di una goccia di soluzione di cloruro ferrico, la provetta si agitata. L'aggiunta di 2 ml di acido solforico separa il contenuto della provetta in due strati, caratterizzati da una colorazione marrone (nell'interfaccia) e una colorazione blu (nello strato di acido acetico glaciale);
- si sciolgono 2 mg di polvere di metildigossina all'interno di una provetta assieme a 2 ml di soluzione di m-dinitrobenzene. Aggiungere 2 ml di soluzione alcolica di tetrametilammonio idrossido allo 0.5% e agitare. Gradualmente potrà essere apprezzato lo sviluppo di una colorazione porpora, che pian piano virerà verso il blu-porpora;
- la sostanza presenta uno spettro IR, registrato in pastiglie di KBr, del tutto identico ad uno standard puro di riferimento;
- la sostanza presenta capacità di assorbire nel range dell'UV, se correttamente diluita all'interno di una soluzione metanolica. Il picco massimo registrato è compreso tra 217 e 220 nm.

### Analisi quantitativa
Si sciolgono 100 mg di sostanza in 50 ml di metanolo. Si prelevano 5 ml di questa soluzione portandoli a volume con metanolo all'interno di un matraccio da 100 ml. Dopo aver prelevato altri 5 ml da quest'ultima soluzione, si aggiungono 15 ml di soluzione alcolica contenente acido picrico, 2 ml di idrossido di sodio e 25 ml di metanolo. Si lascia riposare per 20 minuti, alla temperatura di 20 °C. Il procedimento appena descritto viene eseguito in parallelo con una soluzione di metildigossina standard. Determinare quindi le assorbanze delle due soluzioni a 495 nm.

## Farmacocinetica e farmacodinamica

### Farmacocinetica
La metildigossina è assorbita quasi completamente dal tratto gastrointestinale in modo rapido. 
Dopo somministrazione orale l'azione compare in 5-20 minuti ed è massima in 15-30 minuti. Dopo somministrazione per via endovenosa l'azione si manifesta rapidamente, circa in 1-4 minuti.
L'emivita del farmaco è di 56-60 ore allo stato stazionario, per quanto riguarda il volume distribuzione è invece di 6-10 l/kg, mentre il legame con le proteine plasmatiche è del 10-30%. 
Nell'organismo umano, in parte si verifica la demetilazione a digossina, si ha anche la formazione per idrolisi di di- e monoglicosidi. Circa il 60% di una dose orale o endovenosa viene escreto nelle urine come farmaco immodificato e metaboliti nell'arco di 7 giorni, mentre circa il 15-30% viene eliminato con le feci.
La metildigossina è per l’appunto maggiormente lipofila della digossina, proprietà che ne incrementa la velocità di assorbimento e la sua concentrazione biodisponibile nelle fasi iniziali dopo la somministrazione. Infatti per ottenere la medesima concentrazione a livello ematico dei due composti serve una maggiore concentrazione somministrata di digossina stimata essere in un rapporto di circa 1,15 volte la metildigossina, la qual differenza però se rapportata alle concentrazioni presenti nei farmaci in commercio non risulta essere significativa dal punto di vista clinico.
La metilidigossina ha mostrato un’escrezione principale attraverso il liquido biliare e tramite le urine, quest’ultima in quantità minore rispetto alla digossina.

### Farmacodinamica
La sua azione è analoga a quella della categoria di farmaci a cui appartiene, ovvero ai Glicosidi Cardioattivi, i quali sono noti per andare ad inibire una proteina canale presente in diversi distretti tra cui il cuore, la pompa Na-K ATPasi. A livello cardiaco, la metildigossina va ad inibire l'attività della pompa Na-K ATPasi con conseguente aumento degli ioni sodio a livello intracellulare. Si modifica quindi l'attività dello scambiatore Na-Ca. In questo modo la concentrazione del calcio intracellulare aumenta promuovendo l'aumento della forza di contrazione cardiaca.

## Impiego clinico
La metildigossina viene utilizzata per il trattamento dell'insufficienza cardiaca, dato che il composto ha mostrato un effetto inotropo positivo a livello cardiaco protratto nel tempo. Si impiega anche nel trattamento di alcuni tipi di aritmie cardiache, in particolare a livello atriale.  In uno studio comparativo pazienti con sola assunzione di metildigossina sono stati confrontati con un altro gruppo di pazienti che per il medesimo periodo di tempo hanno assunto metildigossina in associazione con antagonisti beta-adrenergici come propanololo e pindololo, nel secondo caso è stato rilevato un miglior controllo della frequenza cardiaca. Nel trattamento della stessa fibrillazione atriale la metildigossina ha mostrato un analogo effetto della digossina di stimolo della contrazione ventricolare, nello specifico del ventricolo sinistro aumentando la frazione d'eiezione ventricolare mostrando un'attività di intensità similare sulla frequenza cardiaca nonostante venga assorbita in tempi più rapidi della digossina nell'organismo umano..

## Effetti collaterali ed interazioni con altri farmaci
Essendo un composto digitalico, la metildigossina può dare alterazioni a livello della conduzione elettrica del cuore con comparsa di aritmie soprattutto in pazienti con blocco atrio-ventricolare incompleto e bradicardia sinusale;  per queste condizioni risulta sconsigliata.  Si sconsiglia inoltre l'utilizzo di metildigossina in altre situazioni in cui ci sia un'alterazione dell'equilibrio ionico nell'organismo. Può dare inoltre effetti collaterali di tipo gastrointestinale come nausea e vomito che è anche un segnale di intossicazione Digitalica. La Metildigossina ha mostrato un'attività inibitoria nei confronti dei canali Na-K ATP-dipendenti presenti a livello cerebrale che può portare a effetti collaterali a livello centrale. Inoltre in alcuni pazienti si possono manifestare reazioni di ipersensibilità relative ai glucosidi cardioattivi su base individuale.
La Metildigossina può dare interazioni con un numero considerevole di farmaci che agiscono sia a livello del sistema cardiovascolare che in altri distretti anatomici. L'interazione con farmaci agenti sul tratto cardiovascolare avviene con diuretici antiipertensivi come i diuretici tiazidici e i diuretici dell'Ansa, nell'ultimo caso nello specifico con acido etacrinico e furosemide che aumentano la perdita del potassio nell'organismo con una condizione di ipokaliemia,  condizione nota per quanto concerne i diuretici tiazidici. Un altro effetto collaterale che può derivare dall'associazione della metildigossina con i farmaci diuretici sopra citati è la comparsa di aritmie. Altri farmaci che aumentano la tossicità del glicoside cardioattivo se assunti insieme con esso sono Corticosteroidi, Chinidina, Insulina, Acido Acetilsalicilico, farmaci lassativi, Sali di Calcio. Alterazioni dell'assorbimento possono derivare dall'associazione con il diuretico Spiranolattone, l'antibiotico Neomicina e con principi attivi estratti dalla pianta di Hypericum perforatum.
La digossina e la metildigossina presentano alcune differenze nell’interazione con varie molecole ed enzimi presenti nel nostro organismo. Una differenza che intercorre tra i due farmaci è quella che la metildigossina non è soggetta all’azione della pompa di membrana Glicoproteina P (P-gP) come invece lo è la digossina; un’interazione che invece accomuna le due molecole è quella con un trasportatore presente in modo particolare a livello del fegato, il Polipeptide trasportatore di anioni organici isoforma 2 (Oatp2). Queste differenti interazioni influiscono su diversi aspetti che caratterizzano i due farmaci come i livelli nel sangue e possibili interazioni con farmaci che per esempio sono inibitori di tali proteine. È stato dimostrato che la metildigossina non sia soggetta ad un’interazione farmacologica da considerarsi significativa con il farmaco calcio -antagonista Verapamil, e con l’antibiotico ciclosporina A e questa è una differenza importante con il farmaco della Digossina. Il Verapamil e La Ciclosporina A hanno l’aspetto in comune di inibire il trasportatore di efflusso comune a molte cellule e protagonista di forme di resistenza farmacologica su alcuni farmaci della Glicoproteina P Questo avviene perché non sembra, agli studi condotti finora, che la metildigossina sia un substrato della pompa di membrana a differenza invece dell’analogo glicosidico della digossina che interagisce con tali farmaci essendo substrato di tale canale.
In uno studio condotto sui ratti, i quali sono stati divisi in gruppi e confrontati; il primo gruppo con l’associazione dei farmaci Amiodarone e Digossina e in un secondo gruppo l’associazione dell’Amiodarone con la metildigossina, pur essendo comuni gli effetti di minor distribuzione delle due molecole a livello del fegato e la riduzione dell’escrezione biliare e renale dei due farmaci, la biodisponibilità della metildigossina a livello ematico non è stata influenzata come invece è accaduto con la digossina. L'effetto comune a livello della distribuzione epatica e nella modalità di escrezione biliare è riconducibile ad un singolo target specifico rappresentato dal trasportatore Oatp2 che viene inibito dall’Amiodarone e che costituisce un substrato per i due Glicosidi Cardioattivi. Ulteriori studi potranno chiarire meglio questa interazione farmacologica tra Amidarone e i due composti digitalici che presenta per certi aspetti analogie e per altri delle differenze tra Amidarone e i due composti digitalici.